# Битва у Львові (1944)
Битва у Львові 1944 року (відома як Операція «Буря» або Львівське повстання) — військова операція, що розпочалася 22 липня 1944 року у Львові збройними підрозділами Армії Крайової проти німецьких військ.

## Плани і завдання
Завданням операції «Буря» було зайняття Львова польськими збройними силами перед вступом радянських військ, щоб стати господарем місцевості та зайняти становище партнера, з яким рахуватимуться представники радянських військ.
Наказом від 5 липня 1944 року для підрозділів Армії Крайової у Львові були визначені завдання та місця концентрації. Найчисленніші загони перебували на території міста, що було поділено на частини: центральну, східну, західну, південну та північну.
Під час відступу німецьких підрозділів солдати Армії Крайової займали визначені для них квартали, брали під охорону найважливіші об'єкти і блокували українські райони. Солдати пов'язували червоно-білі стрічки, будинки прикрашалися польськими прапорами. Завдяки ентузіазму польського населення відловлювалися біглі німці.

## Хронологія подій

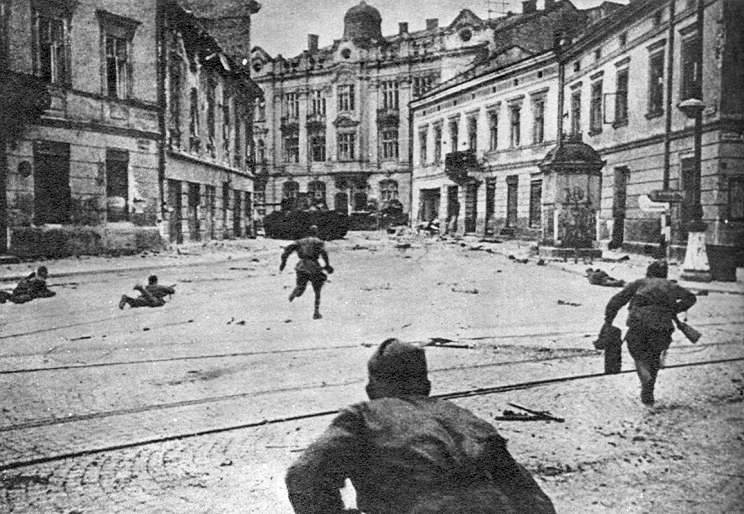
Бойові дії на вулицях Львова (липень 1944)

Після розгрому німців під Бродами, у Львові 23 липня 1944 року почалася військова операція польської підпільної Армії Крайової з метою зайняття Львова та Галичини. Вона отримала назву «Операція Буря».
Під час Львівсько-Сандомирської операції Червоної Армії бої під Львовом були запеклими. Особливості місцевості: болота і затяжні дощі — створювали проблеми радянським військам. Крім того, з-під Станіслава німці перенаправили три дивізії.
13 липня 1944 війська 1-го Українського фронту під командуванням маршала І. С. Конєва почали Львівсько-Сандомирську операцію. На львівському напрямі діяли 38-ма, 60-та загальновійськові, 3-тя Гвардійська і 4-та танкові армії та кінно-механізована група генерала C. Соколова. Їх бойові дії підтримувала 2-га повітряна армія генерала С. А. Красовського, яка з весни здійснювала масовані нальоти на Львів. З 9 квітня її літаки з 20:30 вечора до 2:00 ночі бомбардували аеродром Скнилова, головний вокзал та станції Підзамче і Персенківку.
Битва за Львів почалася під містом Броди.
Після розгрому бродівського угруповання танкові армії генералів П. С. Рибалка і Д. Д. Лелюшенка разом зі стрілецькими частинами 38-й і 60-й армій здійснили наступ на захід, а після наближення до Львова, почали обходити його з півночі і півдня. Під загрозою повного оточення командувач групи армій генерал Й. Гарпе 23 липня віддав наказ своїм військам залишити місто і відходити в бік Самбора. Перед відступом німці знищили ряд об'єктів і комунікацій, підпалили склади пального. Над Львовом піднялися стовпи диму.
План операції «Буря» мав окремий розділ, що стосувався Львова. Операція передбачала на першому етапі розгорнути акції саботажу на комунікаціях противника, але тільки поза Львовом, в радіусі не менше 10 км. Допускалися акції в районах, заселених українцями. Під час відступу німців зі Львова велися бойові дії в околицях, насамперед, західних і південних. Заборонялося вести бої в центральній частині міста. План вимагав ліквідувати виступи українців, спрямовані на захоплення Львова. Зі вступом Червоної Армії, Армії Крайова пропонувалося представляти польську владу у Львові.
Командувач Львівського округу Армії Крайової полковник Владислав Філіпковський 7 липня 1944 року отримав очікуваний наказ генерала Соснковського розпочати здійснення плану «Буря»: заволодіти Львовом за будь-яку ціну, створити польську адміністрацію, що представляла б уряд Польщі перед військами 1-го Українського фронту.
Для здійснення плану «Буря» В. Філіпковський мав близько 7 тисяч озброєних бійців. Безпосередньо у Львові діяли трьохтисячна 5-а дивізія піхоти, 14-й полк уланів та кілька загонів місцевих добровольців. Крім того, поза Львовом були готові до дій так звані «лісові відділи» — бойові групи «Схід» чисельністю 910, «Південь» — 150, «Захід» — 550, «Сян» — 600 та «Північ» — 150 вояків Армії Крайової, які повинні були паралізувати діяльність транспортних комунікацій.
В операції з 13 липня 1944 року брав участь 11-й гвардійський мінометний полк реактивної артилерії.
З 22 по 24 липня 3-тя гвардійська танкова армія головними силами обійшла Львів із півночі і розгорнула наступ із заходу. Місто опинилося в кільці і через дві доби було взято.
З ранку 22 липня 1944 року на Львів із південно-східної сторони (вулиця Зелена) вдарила 29-та радянська моторизована бригада з 10-го корпусу 4-ї танкової армії. Через відсутність піхоти, що була необхідна в боях у місті, була прийнята допомога підрозділів Армії Крайової.
Коли німецька окупаційна адміністрація дистрикту «Галичина», установи гестапо і поліції в ніч на 23 липня покинули місто, частини Армії Крайова вранці атакували колони німецьких 20-ї моторизованої і 101-ї гірської дивізії вермахту, що відступали. Під час боїв полякам вдалося захопити передмістя Голоско, Погулянку, квартали в районах вулиць Кохановського (тепер К. Левицького), де в будинку 23 розмістився штаб повстання, вулиць Зеленої, Яблоновських (тепер Ш. Руставелі), Бема (тепер Ярослава Мудрого), К. Лещинського (тепер Братів Міхновських), а також деякі об'єкти міста. Особливо відзначився в боях 14-й полк уланів, який навіть захопив кілька німецьких танків.
Війська фронту маршала І. С. Конєва 25 липня вступили в бої за Львів. 26 липня підрозділи 10-го Гвардійського танкового Уральського добровольчого корпусу захопили площу Ринок і підняли над ратушею червоний прапор. З боку Городка по вулиці Грудецькій (тепер вулиця Городоцька) та Янівській (тепер Т. Шевченка) просувалися частини генерал-полковника танкових військ П. С. Рибалко, що в районі Клепарівської розбили тилові підрозділи 101-ї німецької дивізії. З району Дублян та Винників атакували місто дивізії 60-ї армії генерал-полковника П. А. Курочкіна. Частини 38-ї армії зайняли Знесіння та оточили німців у районі Високого Замку.
Частини Червоної Армії та Армії Крайової вели бойові дії проти німців спільно, як союзники. До кінця 27 липня бої за звільнення міста від німців переможно закінчилися.
Протягом двох днів вулиці Львова разом із червоноармійцями патрулювали воїни Армії Крайової. На ратуші з 26 липня майорів польський прапор, а нижче, на рогах вежі — ще чотири: прапори США, Англії, Франції та СРСР. Лондонський уряд Польщі вважав здійснення операції «Буря» у Львові надзвичайно успішним. Її керівник полковник В. Філіпковський був підвищений у чині до бригадного генерала і в складі групи провідних офіцерів Львівського округу нагороджений орденом Virtuti Militari.

## Деполонізація
Однак період мирного співіснування військ Червоної Армії і Армії Крайової швидко закінчився. 27 липня В. Філіпковський встановив контакти зі штабом 1-го Українського фронту, на наступний день його викликали на прийом до представника НКВС комісару держбезпеки Грушці, де заявили, що Львів — радянське місто, і висунули вимоги:
- зняти польські прапори в місті;
- припинити патрулювання;
- зосередити частини в казармах;
- скласти зброю.

Польський генерал підписав відповідний наказ військовим Львівського округу і за пропозицією Грушки 30 липня літаком вилетів у Житомир, де нібито знаходився штаб командувача Війська Польського генерала Роля-Жимерського. У Житомирі він і командувачі Тернопільського округу Армії Крайової — полковник Студзинский та Львівського району — полковник Червінський були заарештовані й опинилися в одному з таборів ГУЛАГу в Сибіру. Наступного дня командування Львівського району та округу, командири частин Армії Крайової та чиновники польської адміністрації були запрошені органами радянської влади на нараду в штабі округу на вулицю Кохановського, 23. Коли поляки зібралися, будинок оточили співробітники НКВС і всіх 32 учасників наради, серед них чотирьох жінок, заарештували та ув'язнили в тюрму на вулицю Лонцького. Пізніше їх засудили на 10—20 років ув'язнення.
Останній наказ Армії Крайової про ліквідацію 3-го Львівського округу був виданий 2 серпня 1944 року. Особовому складу його частин було запропоновано вступити в Військо Польське або бути інтернованими. Переважна більшість солдатів і офіцерів відмовилися, у зв'язку з чим потрапили в радянські концтабори. Деяким вдалося перейти на нелегальне становище або бігти за Сян і приєднатися до частин Армії Крайової, які діяли у Польщі.
Вже 29 липня, на другий день після вступу радянських військ, розпочала діяльність оперативна група ЦК КП(б)У на чолі з І. С. Грушецьким, Яка почала відновлення органів міської адміністрації.
Нова влада перш зазначила бойові заслуги радянського генералітету.